# Kota the Friend
Avery Marcel Joshua Jones (nacido el 16 de octubre de 1992), sabido por su nombre artístico Kota the Friend,("Kota El Amigo") es un rapero afroamericano, cantante, compositor, y productor musical, nacido y criado en Brooklyn, Nueva York.
Kota The Friend ("Kota El Amigo") saco su mixtape debut , Palm Tree Liquor (Licor de palma) en 2016, seguido por su segundo mixtape Paloma Beach (Playa Paloma) en 2017. En 2018,  liberó su primer álbum de estudio independiente Anything (Cualquier cosa). En 2019,  liberó Foto, seguido por Lyrics to GO (Letras para llevar) , Vol. 1 en enero de 2020 y Everything (Todo) a finales de mayo, Kota Entonces continuo lanzando Lyrics to GO Vol. 2 (Letras para llevar, Vol. 2) en enero de 2021 y To Kill A Sunrise (Para matar un amanecer) con Statik Selektah en marzo de 2021.

## Primeros años
Avery Jones nació el octubre 16 de1992 en Brooklyn, Ciudad de Nueva York. Creciendo alrededor de Brooklyn, desarrollo una afinidad por la música, aprendiendo a tocar el piano, guitarra, y el bajo. Asistió al Brooklyn Instituto de las Artes y Five Towns College para estudiar trompeta. Durante la universidad, creó el trío de rap Nappy Hair, sacando dos mixtapes, "Autumn"("Otoño") y "Nappy Hair"(Cabello "Nappy").

## Carrera
Kota El Amigo se ha mantenido independiente a lo largo de su carrera, rechazando ofertas de sellos discográficos importantes; en cambio, creando su propio sello y tienda de ropa FLTBYS. Frecuentemente cita una mentalidad de Hazlo-tu-mismo, como filmar sus propios vídeos musicales, grabando su música desde su set up casero y produciendo la mayoría de su discografía. Su mentalidad estuvo alimentada por un deseo de libertad y para evitar el sentido de confinamiento musical.
En su tercer álbum de estudio Foto, Kota presentó las colaboraciones de los artistas Saba y Hola Oshay. Centrando en un estilo dulce y parecido al jazz en su producción musical, esté estilo siendo alabado por muchos por su calidad y atención al detalle. Foto fue posicionado 17.ª mejor Hip-hop álbum de 2019 por Rolling Stone. Posteriormente embarcado en su primera gira, que llamó el "Foto tour".
Su cuarto álbum de estudio, Everything(Todo), tenía colaboraciones con artistas como Joey Badass, Bas, y KYLE, entre otros. Además, incluyó a la actriz Lupita Nyong'o y actor Lakeith Stanfield en interludios. El álbum fue en su pico más alto el número 162 en la Billboard 200, convirtiéndose su primer álbum en dicha lista.

## Vida personal
En una entrevista de Genius, Kota el Amigo mencionó como sus influencias a Jay-Z, Nas, Kid Cudi, Bob Dylan, Los Beatles y otros como influencias musicales.
Kota El Amigo tiene un hijo.

## Discografía

### Álbumes de estudio
| Título                                                                 | Detalles                                                                                              | Posiciones más altas en rankings | Posiciones más altas en rankings |
| Título                                                                 | Detalles                                                                                              | EE. UU.                          | EE. UU.                          |
| Título                                                                 | Detalles                                                                                              | Cartelera 200                    | Ventas de álbum                  |
| ---------------------------------------------------------------------- | --- | -------------------------------- | -------------------------------- |
| Anything(Cualquier cosa).                                              | - Lanzado: 15 de febrero de 2018 - Sello discográfico: FLTBYS - Formatos: Descarga digital, streaming | —                                | —                                |
| Foto                                                                   | - Lanzado: 15 de mayo de 2019 - Sello discográfico: FLTBYS - Formatos: Descarga digital, streaming    | —                                | —                                |
| Lyrics to Go Vol.1(Letras para Llevar Vol.1)                           | - Lanzado: 20 de enero de 2020 - Sello discográfico: FLTBYS - Formatos: Descarga digital, streaming   | —                                | —                                |
| Everything(Todo)                                                       | - Lanzado: 22 de mayo de 2020 - Sello discográfico: FLTBYS - Formatos: Descarga digital, streaming    | 162                              | 31                               |
| Lyrics to Go Vol.2(Letras para llevar Vol.2)                           | - Lanzado: 18 de enero de 2021 - Sello discográfico: FLTBYS - Formatos: Descarga digital, streaming   | —                                | —                                |
| To Kill a Sunrise (Para Matar un Amanecer) (con (with Statik Selektah) | - Lanzado: 19 de marzo de 2021 - Sello discográfico: FLTBYS - Formatos: Descarga digital, streaming   | —                                | —                                |
| Lyrics to Go (Letras para llevar, Vol.3)                               | - Lanzado: 14 de enero de 2022 - Sello discográfico: FLTBYS - Formatos: Descarga digital, streaming   | —                                | —                                |